# 史家胡同博物馆
史家胡同博物馆，位于北京市东城区史家胡同24号，是北京市第一座胡同博物馆。

## 简介
史家胡同博物馆是朝阳门街道办事处打造的展示和传播胡同文化的窗口，以及居民开展文化活动的场所。
史家胡同博物馆的所在地原是女作家凌叔华故居。旧门牌为史家胡同甲54号。这里起初是其父凌福彭的住宅。凌叔华在此出生。1924年春，印度诗人泰戈尔应邀来北京访问。北京大学指派徐志摩、陈西滢接待。当时陈衡恪、齐白石组织的北京画会在凌叔华家的书房开会，凌叔华认识陪泰戈尔访华的一位画家，便邀他赴会。不料徐志摩、陈西滢陪泰戈尔也一起来了。后来徐志摩、陈西滢成为凌府常客，并常带朋友来，凌府成为文人聚会的沙龙。1926年，经凌福彭同意，凌叔华与陈西滢结婚。婚后，凌福彭将自家的后花园作为陪嫁，让女儿凌叔华、女婿陈西滢居住。在此居住期间，陈西滢在《现代评论》“闲话”专栏与鲁迅因女师大风潮、三一八惨案等问题论战达两年。1946年，陈西滢任中国驻巴黎的联合国教科文组织代表，凌叔华1947年随丈夫定居伦敦。
1989年底，凌叔华决定回到北京的家——原史家胡同甲54号。1990年5月，凌叔华在弥留之际，被女儿、外孙用担架抬到她90年前的出生地。当时，她家已被改作史家胡同幼儿园。幼儿园的孩子们手捧鲜花，唱歌列队欢迎她。凌叔华低声说：“妈妈等我回家吃饭。”凌叔华逝世后，中学同学邓颖超托秘书送来一束玫瑰。英国驻华大使及香港总督送来两个花篮。冰心托女儿女婿送来一篮白色的菊花和玫瑰。沈从文夫人张兆和送来一小篮鲜花。萧乾说：“叔华的死，对中国文坛，对中英文化交流都是很大的损失。”

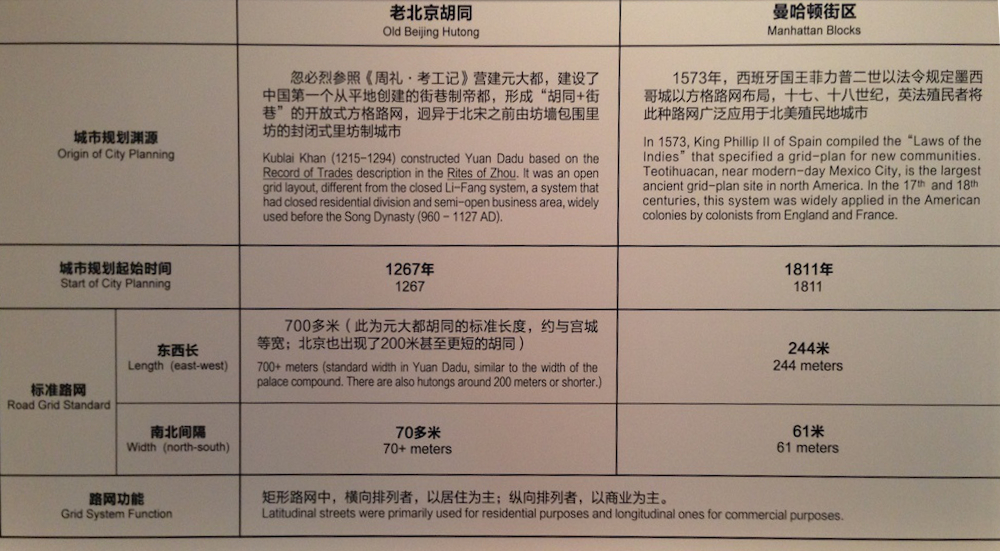
史家胡同博物馆展示的老北京胡同历史

经过英国王储建筑环境基金会与清华大学专家的一系列调研，2010年3月，英国王储慈善基金会（中国）确定了需再生的史家胡同项目，决定与地方政府合作开展该项目，以展示一个传统的北京四合院可被改造成一个社区中心。2011年秋，建设工程开工。项目相关方一致同意将史家胡同24号院改造成非营利博物馆，由此其功能不再仅限于社区中心。朝阳门街道办事处主持了永久性展览的准备工作。项目重建工程完成后，2013年2月，英国王储慈善基金会（中国）将该院落交接给院落的地方政府产权方。朝阳门街道办事处为后期运营安排了必要的资金。
2013年10月18日，史家胡同博物馆开馆，大门上悬挂的舒乙题写的“史家胡同博物馆”匾额揭幕。整个博物馆为两进院落，占地面积1000多平方米。设八个展厅（史家历史展厅、人艺展厅、兰芷偕芳展厅、近代教育展厅、时代记忆展厅、胡同名人展厅、胡同声音展厅、怀旧生活展厅）、一个多功能厅。部分展品是由史家胡同及周边地区的居民捐献，同时接收了一些文物部门的捐赠。
2015年3月2日，英国剑桥公爵威廉王子来到史家胡同博物馆参观，并和热心慈善事业的中国青年代表互动。